# 大花棒果芥
大花棒果芥（学名：Sterigmostemum grandiflorum）为十字花科棒果芥属下的一个种。

## 扩展阅读
- 維基物種上的相關：大花棒果芥